# 陽信銀行工會
陽信商業銀行股份有限公司企業工會，簡稱陽信銀行工會，是一個由臺灣陽信商業銀行員工所組成的企業工會，旨在促進勞工團結、保障勞工權益。陽信銀行工會是全國金融業工會聯合總會的會員工會之一，籌備時即受到該聯合會支持，是臺灣金融業勞工運動的一環。

## 歷史

### 成立背景
陽信商業銀行總部設在臺灣臺北市，前身為「陽明山信用合作社」，1997年轉型成立，是個頗具歷史的金融機構。然而，2006年陽信銀行發生「陽信銀行超貸案」，陽信銀行前董事長陳勝宏、三重區消費金融中心經理陳益源、襄理何明龍等人聯手超額貸款購買臺北市松江路中華日報台北大樓牟利，引發輿論批評。該案爆發後，陽信銀行即發生客戶擠兌潮，日後雖暫時平息客戶恐慌，但經營狀況已大受影響。
在此壓力下，陽信銀行雖還未上市、上櫃，為了集資，就開始強制員工認購該銀行股票；從管理階層到基層行員，每個員工都有「股票配額」。若員工拒絕主動認購，陽信銀行就會自行從該員工薪資中，分期扣除認購股票配額所需費用，並加計分期利息。除此之外，為了進一步削減人事預算，陽信銀行更於2008年3月要求員工必須利用假日參加員工教育訓練，參加者既沒有補假、也沒有加班費。這兩個人事政策引爆陽信銀行員工的憂慮，促使工會誕生。

### 工會成立
2008年6月1日，陽信銀行工會召開第1屆第1次會員大會，選出陽信銀行石牌分行行員陳政峯為第1屆理事長。陳政峯當時在陽信銀行年資達26年，是陽信銀行勞資會議勞方代表，因遭逢前述的「強迫認購股票案」和「假日參加員工教育訓練案」，而萌生組織工會的念頭，並帶領一群同事組織工會，為全體員工的勞動權益發聲。
然而，陽信銀行視工會為眼中釘，先質疑工會未經同意將會址設於石牌分行，再要求全國各分行員工簽署「退會書」。針對工會理事長陳政峯，陽信銀行則先是拒絕給予會務假，2008年9月23日更以陳政峯「影響公司形象」為由將其解僱。不過，經陳政峯提告確認僱傭關係，2010年中華民國最高法院判決陳政峯勝訴定讞、陽信銀行解僱無理。
雖然如此，陽信銀行仍動員70多位主管、員工，試圖在2011年5月28日陽信銀行工會會員大會上集體入會，透過人數優勢拿下會務主導權。2011年10月3日，陽信銀行工會理事、監事選舉，由「資方派」會員拿下多數席次，並將會費由每月新臺幣100元調升至每月新臺幣1000元，工會發展再度陷入困境。